# Wola Książęca
Wola Książęca (prononciation : [ˈvɔla kɕɔ̃ˈʐɛnt͡sa]) est un village polonais de la gmina de Kotlin dans le powiat de Jarocin de la voïvodie de Grande-Pologne dans le centre-ouest de la Pologne.
Il se situe à environ 8 kilomètres au nord-ouest de Kotlin (siège de la gmina), à 6 kilomètres à l'est de Jarocin (siège du powiat) et à 67 kilomètres au sud-est de Poznań (capitale régionale).
Le village possédait une population approximative de 800 habitants.

## Histoire
De 1975 à 1998, le village faisait partie du territoire de la voïvodie de Kalisz.

Depuis 1999, Wola Książęca est situé dans la voïvodie de Grande-Pologne.